# Lobelia caledoniana
Lobelia caledoniana är en klockväxtart som beskrevs av Charles Dennis Adams. Lobelia caledoniana ingår i släktet lobelior, och familjen klockväxter.
Artens utbredningsområde är Jamaica. Inga underarter finns listade i Catalogue of Life.